# Nonsense

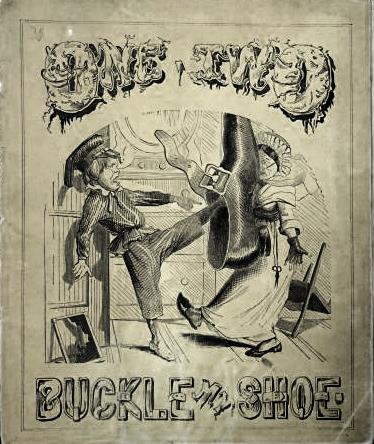
Ilustración nonsense de Augustus Hoppin de "One Two, Buckle my Shoe", publicada en Nueva York alrededor de 1870

Nonsense es un género jocoso y figura literaria que puede ser expresado en verso o en prosa e incluso de un modo «libre» normal, buscando generar juegos de palabras que trasgreden las formas comunes de la sintaxis y la semántica, juegos que resultan extraños, comúnmente humorísticos y absurdos. Literalmente el anglicismo "nonsense" significa "sin sentido". También puede llamarse trabucación cuando se unen lexemas y morfemas de distintas palabras y jitanjáfora cuando se juega con la rítmica y la pronunciación.

El nonsense está ligado con las rimas y formas de hablar infantiles que aparecen dilatadamente en rondas y juegos; y su creación data del periodo manierista de España, y aunque de aquella época sobreviven textos ricos de figuras, recursos y ejemplos, es en el siglo XX cuando podemos ver los recursos más asombrosos de las corrientes como el dadaísmo, el postismo y el surrealismo; que se consagraron a la explotación literaria de la lengua.
Uno de los textos más notorios es el que aparece en el capítulo 68 de Rayuela, novela del escritor argentino Julio Cortázar. Algunas de sus líneas son:

Apenas él le amalaba el noema, a ella se le agolpaba el clémiso y caían en hidromurias, en salvaje ambonios, en sustalos exasperantes. Cada vez que él procuraba relamar las incopelusas, se enredaba en un grimado quejumbroso y tenía que envulsionarse de cara al nóvalo, sintiendo cómo poco a poco las arnillas se espejunaban, se iban apeltronando, reduplimiendo, hasta quedar tendido como el trimalciato de ergomanina al que se le han dejado caer unas fílulas de cariaconcia.

El nonsense pertenece a una familia más grande de juegos de palabras, donde también cabe incluir a los Limericks de Edward Lear y los "portmanteau" de Carroll y las greguerías de Ramón Gómez de la Serna, pero la característica más distintiva del nonsense es no tener sentido, ser decididamente absurdo. Otros grandes exponentes del género Nonsense son Eduardo Chicharro, Vicente Huidobro, León de Greiff, Julián Ríos, Oliverio Girondo, Jorge Enrique Adoum y Guillermo Cabrera Infante, entre otros muchos.